# (500170) 2012 FF25
(500170) 2012 FF25 es un asteroide perteneciente al cinturón de asteroides, descubierto el 26 de febrero de 2012 por el equipo del Pan-STARRS desde el Observatorio de Haleakala, Hawái, Estados Unidos.

## Designación y nombre
Designado provisionalmente como 2012 FF25.

## Características orbitales
2012 FF25 está situado a una distancia media del Sol de 2,600 ua, pudiendo alejarse hasta 3,252 ua y acercarse hasta 1,948 ua. Su excentricidad es 0,250 y la inclinación orbital 30,05 grados. Emplea 1531,53 días en completar una órbita alrededor del Sol.

## Características físicas
La magnitud absoluta de 2012 FF25 es 17,4.